# 566
566 (DLXVI) fue un año común comenzado en viernes del calendario juliano, en vigor en aquella fecha.

## Acontecimientos
- El ejército bizantino bajo el comando de Baduario asiste a los gépidos en su guerra contra los lombardos. Los bizantinos ganan la primera batalla en el bajo Danubio (Mesia), pero el rey gépido Cunimundo se niega a entregar la ciudad fortaleza de Sirmio (actual Serbia) como el lo había prometido.
- El emperador bizantino Justino II enfrentándose a unas arcas vacías, rompe el tratado con los gépidos que existía desde 565. El rey Alboino de los lombardos, hace una alianza con el Kaganato ávaro bajo Bayan I, a cambio de condiciones adversas. Ellos demandaban una décima parte del ganado de los lombardos y la mitad del botín de guerra.
- Justino II envía a su primo Justino al exilio a Alejandría, donde se instaló como procónsul de Egipto. Posteriormente es asesinado mientras dormía, siendo decapitado y su cabeza enviada a Constantinopla. Probablemente a solicitud de la emperatriz Sofía.
- Ainmuire mac Sétnai se convierte en gran rey de Irlanda.
- Fei Di, sucede a su padre Wen Di como emperador chino de la dinastía Chen. Nombró a su tía abuela Zhang Yao'er como gran emperatriz viuda y se convirtió en su regente.
- Kirtivarman I sucede a su padre Pulakesi I como rey de la dinastía Chalukya en la India. Durante su reinado completa la dominación de los kadambas y anexa el puerto de Goa.

## Nacimientos
- Abbas ibn Abd al-Muttalib, tío de Mahoma.
- Gao Zu, emperador de la dinastía Tang.
- Xiao, emperatriz de la dinastía Sui.
- Yuchi Chifan, emperatriz de la dinastía Zhou del Norte.

## Fallecimientos
- Juan Filópono, teólogo bizantino cristiano (n. 490).
- Justino, general y aristócrata bizantino.
- Pulakesi I, rey de la dinastía Chalukya.
- Wen Di, emperador de la dinastía Chen.